# Vai Tomar no Cu
"Vai Tomar no Cu" é uma canção escrita e cantada por Cris Nicolotti, não lançada em nenhum disco. Virou um meme popular da internet e conquistou um prêmio no MTV Video Music Brasil 2007.

## História

### Composição e gravação
Atriz, Cris Nicolotti já tinha mais de trinta anos de carreira e buscava por mais reconhecimento; então, ela e seu marido compuseram "Vai Tomar no Cu" por mera brincadeira, em homenagem ao vizinho do casal.

### Videoclipe e sucesso na internet
A gravação em clipe foi divulgada acidentalmente no web site YouTube. Nicolotti conta que nele decidiu expressar um visual "místico", baseado em Sônia Hernandes, fundadora da Igreja Renascer em Cristo. O clipe se tornou um sucesso na internet, trazendo um grande reconhecimento do público e da mídia à cantora.
"Vai Tomar no Cu" recebeu várias versões na internet, além de participações de artistas na peça de Cris cantando a música.
| “ | Após 30 anos de carreira, tanta luta atrás de patrocínio, de estudar a vida inteira, faço sucesso por causa de um cu. | ” |

Após o sucesso da canção, Cris gravou "Eu Falei Que Isso Ia Virar Merda", seguindo na mesma linha que "Vai Tomar no Cu".

### VMB 2007
O clipe de "Vai Tomar no Cu" foi indicado na categoria Web Hit no VMB 2007, competindo com Eduardo Suplicy (cantando "Homem na Estrada", do grupo Racionais MC's), Funk da Menina Pastora, As Árvores Somos Nozes e Confissões de um Emo. "Vai Tomar no Cu" era o favorito e acabou vencendo. Durante a entrega dos prêmios, o público cantou o refrão da canção unanimemente.
| “ | Estou louca! Depois de mais de 30 anos de carreira, hoje é o dia da minha maior emoção. Nunca imaginei que a plateia faria o que fez. Toda galera foi maravilhosa. Amei! | ” |

## Faixas
| N.º | Título            | Compositor(es) | Duração |  |
| 1.  | "Vai Tomar no Cu" | Cris Nicolotti | 2:28    |  |

## Premiações
| Premiação | Categoria | Resultado | ref   |
| --------- | --------- | --------- | ----- |
| VMB 2007  | Web Hit   | Venceu    | [ 8 ] |